# Onondaga (Nowy Jork)
Onondaga – miasto w Stanach Zjednoczonych, w stanie Nowy Jork, w hrabstwie Onondaga.